# Mali zászlaja

Mali zászlaja 1959-1961 között

Mali zászlaja 1961. március 1. óta Mali nemzeti jelképe.
A zászló, amely a francia trikoloron alapul, a pán-afrikai színeket viseli. A zöld a természetre, a sárga a tisztaságra és az ásványkincsekre, a vörös a bátorságra és a függetlenségért folytatott küzdelem során kiontott vérre utal.